# HD116423
HD116423 — хімічно пекулярна зоря спектрального класу A0, що має видиму зоряну величину в смузі V приблизно  8,5.
Вона  розташована на відстані близько 1098,2 світлових років від Сонця.

## Пекулярний хімічний склад
Зоряна атмосфера HD116423 має підвищений вміст 
Eu
.